# ポケモンセンター

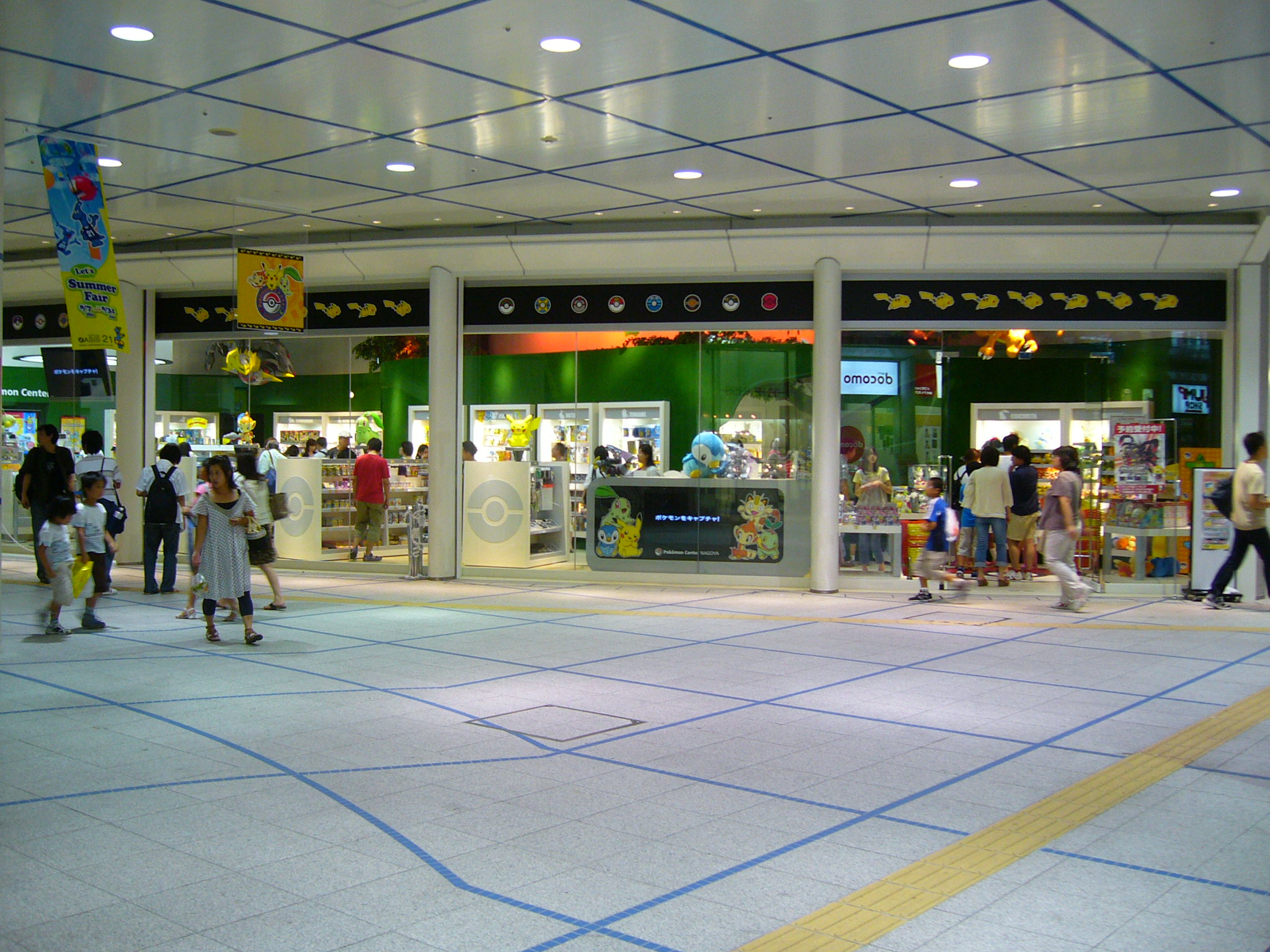
オアシス21にあった頃のポケモンセンターナゴヤ（2008年）

ポケモンセンター（英語: Pokémon Center）は、株式会社ポケモンの子会社である株式会社ポケモンセンターが運営するポケットモンスター（ポケモン）関連商品を販売するキャラクターグッズ専門店。オリジナル商品も含め、数多くのポケモングッズやポケモンのゲームソフト、およびそれをプレイするのに必要なゲーム機を取り扱っている。略称は「ポケセン」。
『ポケットモンスター』シリーズの発売元である株式会社ポケモンが経営する、唯一の直営店でもある。本項では、小型店舗として2013年12月から展開されているポケモンストアについても併せて記述する。

## 概要
ポケモンのキャラクター戦略の拠点として多角的に展開しており、欲しいポケモングッズが必ず手に入る店舗としての存在とポケモンの世界を楽しんでもらえる場の役割を持ち合わせている。日本国内には東京（4店舗を設置）・札幌市・仙台市・船橋市・横浜市・金沢市・名古屋市・京都市・大阪市 （2店舗を設置）・広島市・福岡市、沖縄（北中城村に所在）の12都市に常設店舗が存在する。日本国外ではシンガポールに常設店舗が存在し、アメリカのニューヨークにNintendo New York内の1コーナーとして存在する。
店内では他の量販店や玩具店で販売されている商品のほか、ポケモンセンターのみで販売されているオリジナル商品も多数存在する。オリジナル商品の主なものとしては菓子やカップラーメン等の食品、ぬいぐるみ、生活雑貨、ステーショナリー、装身具、携帯電話・スマートフォン関連グッズ、ゲーム機関連グッズなどがある。季節に合わせた商品も多い。
店舗の規模に対して来客数は多く、休日は主に親子連れで混雑する。休日以外にも、不定期的に行われているデータ配布イベントの開催期間や新年の初売り、限定版ゲーム機の発売日などの際には混雑のため入場規制がなされることも珍しくなく、ポケモンセンタートウホク（初代）の開店日には1000人以上もの大行列となり、10時30分時点で5時間待ちとなった例もある。その一方で平日は比較的閑散としており、学校帰りの小中学生や仕事帰りのサラリーマンが主な客層となる。
店舗によっては、友達や居合わせた人との対戦・ポケモン交換、イベント開催等の場として「ユニオンルーム」が設置されている。
このほか、大手百貨店やイベント会場に期間限定で店舗が出張する事もある。また、一部の総合スーパーには、「ポケモンセンターサテライト」と銘打たれたコーナーが設けられ、ポケモンセンターオリジナル商品が販売されている。
なお、ゲーム中の「ポケモンセンター」は治療施設であり、アイテムを売っているのは「フレンドリィショップ」である。

### ポケモンストア
ポケモンストアは、株式会社ポケモンがポケモン店舗運営事業の新業態として出店している小型店舗。2013年12月以降、全国の主要ターミナルや政令指定都市を中心に出店するとしている。「ポケモンカジュアルショップ」のコンセプトを元に、ポケモンセンターの商品の中から品揃えを再編集するとともに、ポケモンストア各店限定となる商品の販売も行われている。また、誕生日サービスやポケモンの配信など、他のポケモンセンターで受けられるサービスの一部を当初は実施していなかったが、前者については利用者の要望が多く、2015年10月からはポケモンストアでも行なうようになった。
なお、「ポケモンストア」の名称とロゴは、2012年10月より後述の通販サイトで初めて用いられた。その後、同年12月より三井アウトレットパークの一部店舗で期間限定で営業するアウトレットショップ（これまで札幌北広島、入間、マリンピア神戸、北陸小矢部で営業）にも用いられ、「ポケモンストア アウトレット」（現在は、2020年6月1日にオープンした木更津内で営業）の名称で営業する（アウトレットでも、北陸小矢部で営業していた時はデータ配布イベントの実施や限定ゲーム機の販売を行っていた）。

## アクセスポイントの設置
バッファロー製のニンテンドーDS・ニンテンドー3DS用アクセスポイントを設置している店舗もあり、そこではニンテンドーネットワーク（旧・ニンテンドーWi-Fiコネクション）へ接続できる。ニンテンドー3DSステーション（旧・DSステーション）扱いになっており、設定は不要。
店舗によってアクセスポイントの設置台数・場所は異なるが、『プラチナ』発売以降複数台のアクセスポイントを設置している店舗もある（旧トウキョー2代目店舗は2台・旧ヨコハマ2代目店舗は5台程度）。

## 開催されるイベント
グッズ販売のほか、不定期的にゲームソフトを対象としたデータ配信を無料で行っている。専用機器でセーブデータを書き換える・ゲーム機で無線を受信するなどして、通常では手に入らないポケモンやアイテムを手に入れることができる。
また、誕生日の月に公的証明書等を持参して来店すると、特別なポケモンのデータやバースデーカードのプレゼントなどのサービスが行われている。
春休みや夏休み等の主に学生の長期休暇期間には、店舗とは別に「ポケモン縁日」というイベントを行うことがある。くじびきや輪投げなどのゲームを楽しんでポケモングッズがもらえるほか、上記のデータ配信をこちらの会場で行うこともある。
その他の不定期イベントとしては以下のようなものがある。
- カードゲームのティーチング（指導、主に子供を対象として休日に行われる）
- カードゲームのフリーバトル（ポケモンセンターのスタッフと、あるいは客同士でのポケモンカードの対戦）
- ステッカーや缶バッジ、クリアファイル等のプレゼント
- ニンテンドー3DS・Wii Uなど試遊台の設置（ポケモンの新作ソフトが発売された直後など）
- ポケモントレッタなどのゲーム機の設置
- カードゲームの交換会
- ポケモン（着ぐるみ）によるグリーティング
- 特定の商品のタイムサービス割引販売
- 店舗周辺でのスタンプラリー

## 店舗

### 日本国内

#### ポケモンセンター
ポケモンセンターメガトウキョー＆ピカチュウスイーツ
2014年12月12日開店。2019年12月19日に店舗を拡張して、「ポケモンカードステーション メガトウキョー」、『Pokémon GO』の公式スペース「Pokémon GO Lab.」、「ポケモンカフェ」のスイーツ専門テイクアウトショップ「ピカチュウスイーツ by ポケモンカフェ」を併設。2020年6月1日、既存エリア（メガトウキョー）のリニューアルオープンに伴い店舗名を改称する。
- 〒170-6002 東京都豊島区東池袋3丁目1番2号 サンシャインシティ 専門店街アルパ2F

なお、ポケモンセンターメガトウキョーの前身であるポケモンセンタートウキョーは、1998年4月25日に日本橋に開店し、2007年7月20日に浜松町に移転。
ポケモンセンターオーサカ
1998年11月14日開店。2010年11月26日、梅田センタービルから現在の場所に移転。2018年7月6日に「ポケモンカードステーション オーサカ」を併設。
- 〒530-0001 大阪府大阪市北区梅田3丁目1番1号 大丸梅田店13F

ポケモンセンターナゴヤ
2002年10月11日開店。2008年7月19日に同じオアシス21内で移転。2013年3月20日に松坂屋名古屋店本館5Fに再移転。2018年11月16日に「ポケモンカードステーション ナゴヤ」を併設。2024年10月12日には現在の場所に再々移転。
- 〒460-0008 愛知県名古屋市中区栄3丁目29番1号 名古屋PARCO東館2F

ポケモンセンターフクオカ
2003年11月1日開店。2011年3月3日にアミュプラザ博多に移転。2025年5月12日で一旦閉店し、2025年6月27日に博多マルイへ移転。博多マルイへ移転と同時に「ポケモンカードステーション フクオカ」を併設。
- 〒812-0012 福岡県福岡市博多区博多駅中央街9番1号 博多マルイ2F（KITTE博多内）

ポケモンセンターヨコハマ
2005年3月5日開店。2008年10月10日に同じランドマークプラザ内で移転。2018年11月9日に現在の場所に再移転。
- 〒220-0011 神奈川県横浜市西区高島2丁目19番12号 マルイシティ横浜8F（横浜スカイビル内）

ポケモンセンターサッポロ
2009年3月6日開店。2016年12月1日に札幌エスタ9Fから移転。
- 〒060-0005 北海道札幌市中央区北5条西4丁目7番 大丸札幌店8F

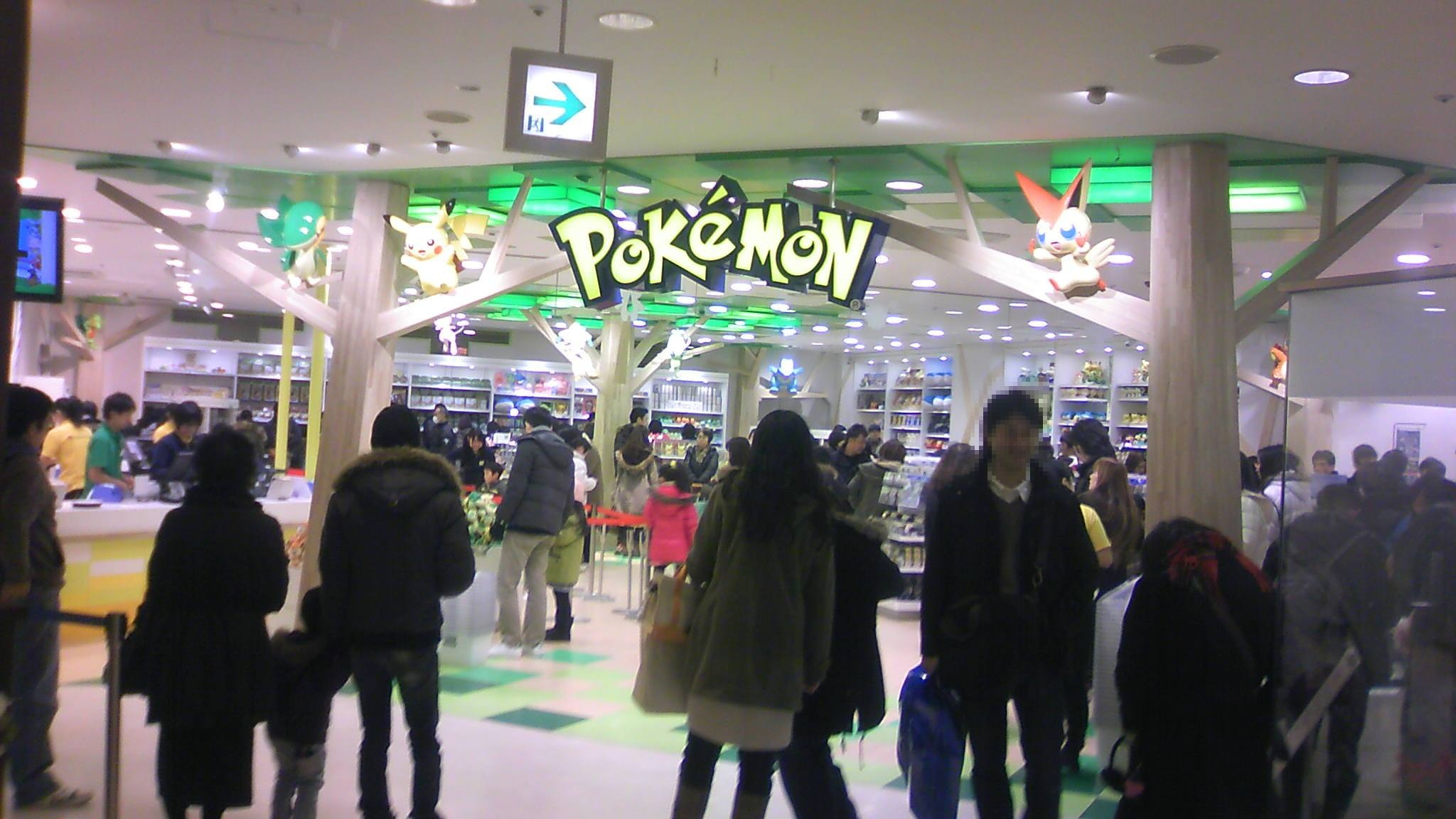
ポケモンセンタートウホク（2012年）

ポケモンセンタートウホク
2011年12月4日開店。2017年6月30日にショップ&ワンダーアエル3Fから仙台PARCO本館8Fへ移転。
東日本大震災により甚大な被害を受けた東北地方（岩手県、宮城県、福島県）への応援を込めて開店。そのため「センダイ」ではなく地方名が用いられている。この店舗での収益は全額、東日本大震災からの復興支援のために寄付されている。ポケモンセンターとしては、テレビ東京およびその系列局が存在しない地域では初出店。
2025年2月16日を以て仙台PARCO本館8Fでの営業を終了し、同年3月14日に現在の場所に再移転。
- 〒980-8484 宮城県仙台市青葉区中央1丁目2番3号 仙台PARCO本館3F

ポケモンセンタートウキョーベイ
2013年11月22日開店。2017年9月16日に「ポケモンカードステーション トウキョーベイ」を併設。改装のため2024年1月8日に一旦閉店し、同年1月12日から3月3日まで下記モール北館1階中央広場にて臨時営業を行い、同年4月12日にリニューアルオープンした。
- 〒273-8530 千葉県船橋市浜町2丁目1番1号 ららぽーとTOKYO-BAY西館2F

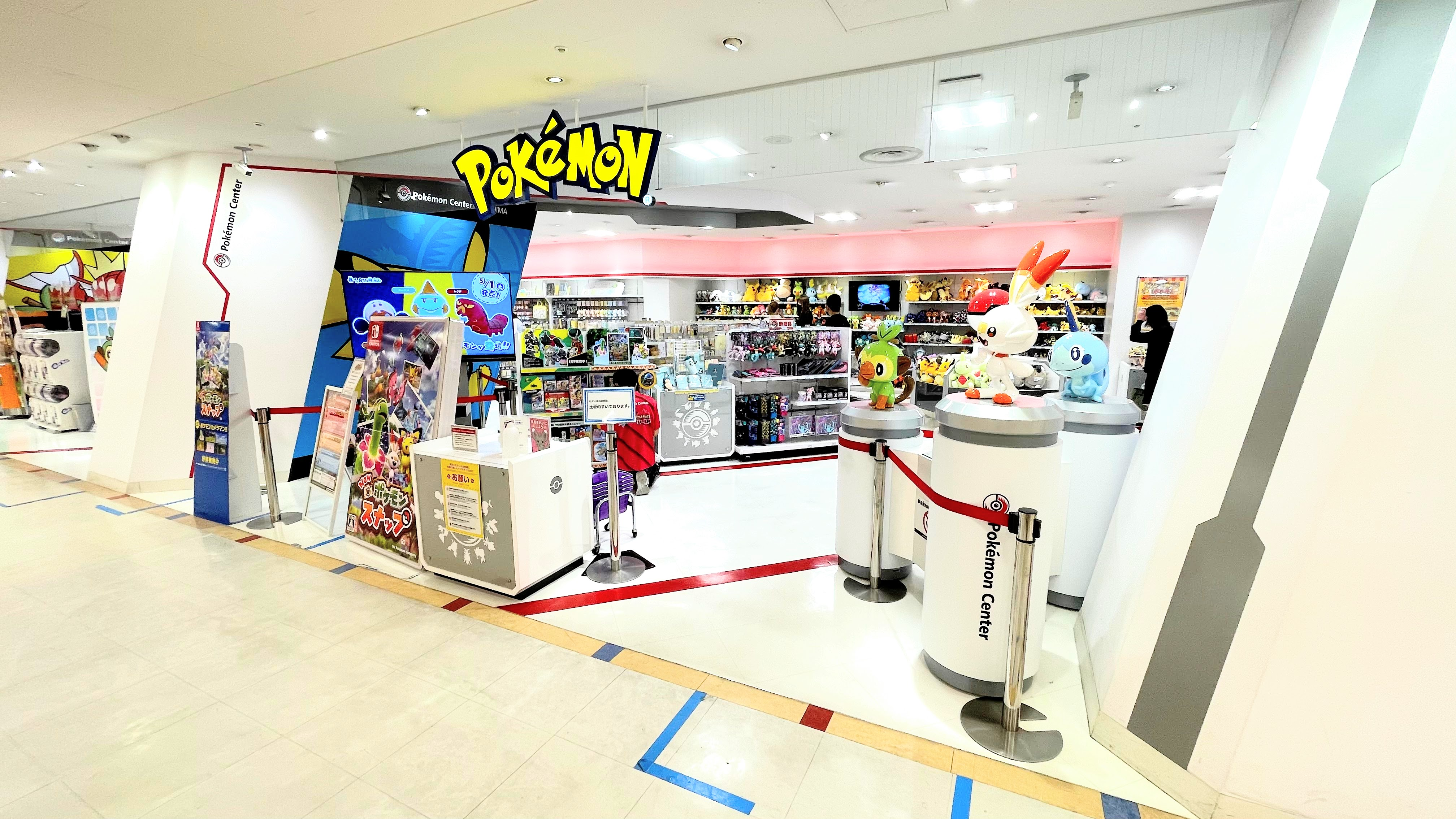
ポケモンセンターヒロシマ（2021年5月撮影）

ポケモンセンターヒロシマ
2015年6月26日開店。2025年3月30日を以てそごう広島店6Fでの営業を終了し、同年4月11日に広島駅北口ekie2Fに移転。
- 〒732-0822 広島県広島市南区松原町1丁目2番 ekie2F

ポケモンセンターキョウト
2016年3月16日開店。2019年3月16日に髙島屋京都店5Fから移転。
- 600-8009 京都府京都市下京区四条通室町東入函谷鉾町78番 京都経済センター SUINA室町2F

ポケモンセンタースカイツリータウン
2016年7月6日開店。2017年1月1日に同地5Fから移転。
- 〒131-0045 東京都墨田区押上1丁目1番2号 東京スカイツリータウン内 東京ソラマチイーストヤード4F

ポケモンセンタートウキョーDX＆ポケモンカフェ
2018年3月14日開店。店舗名を「トウキョー」としているが、「メガトウキョー」の移転ではなく、新規での出店となる。また、「DX」の読み方は「ディーエックス」である。なお、日本橋にポケモンセンターが店舗を構えるのは、2007年7月16日に「ポケモンセンタートウキョー」の初代店舗が閉店して以来約11年ぶりとなった。ただし、併設される「ポケモンカフェ」はインターネットによる事前予約制としている。
- 〒103-0027 東京都中央区日本橋2丁目11番2号 日本橋髙島屋S.C.東館5F

ポケモンセンターオーサカDX＆ポケモンカフェ
2019年9月20日開店。店舗名を「オーサカ」としているが、「トウキョーDX」と同様に新規での出店となる。
- 〒542-8501 大阪府大阪市中央区心斎橋筋1丁目7番1号 大丸心斎橋店本館9F

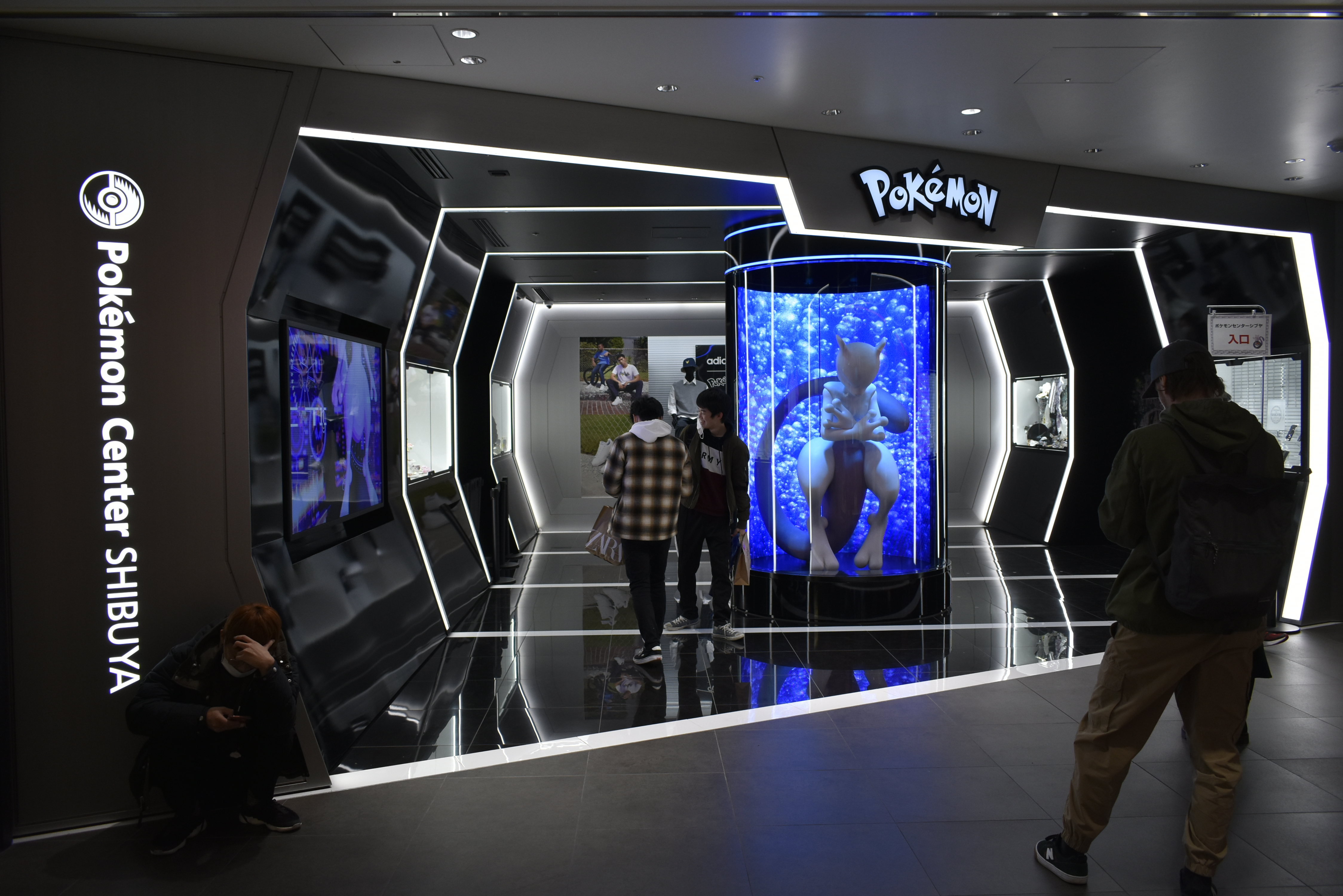
ポケモンセンターシブヤ（2020年2月撮影）

ポケモンセンターシブヤ
2019年11月22日開店。同フロアで任天堂直営店「Nintendo TOKYO」が同日に開店したことに併せ、マリオシリーズとのコラボレーション商品も制作されている。
- 〒150-8377 東京都渋谷区宇田川町15番1号 渋谷PARCO6F

ポケモンセンターカナザワ
2020年11月20日開店。2020年3月1日まで営業していたポケモンストア アウトレット小矢部店の事実上の後継店。
- 〒920-0849 石川県金沢市堀川新町3番1号 金沢フォーラス5F

ポケモンセンターオキナワ
2022年8月11日開店。同地4Fで営業していたポケモンストアイオンモール沖縄ライカム店を移転・昇格。「ポケモンカードステーション」に相当するエリア等を設置している。
- 〒901-2306 沖縄県中頭郡北中城村ライカム1番地 イオンモール沖縄ライカム1F

#### 開店予定のポケモンセンター
ポケモンセンターカガワ
2025年秋頃開店予定。
- 香川県高松市丸亀町7番地16 丸亀町グリーン東館1F 

##### 交通系電子マネーの対応
- 旧トウキョー2代目店舗とヨコハマでは、Suica、PASMO、ICOCA、Kitacaの電子マネーに対応している。
- オーサカでは、ICOCA、Suicaの電子マネーに対応している。
- フクオカでは、SUGOCAに対応している。
- サッポロでは、Kitaca、suicaに対応している。
- ナゴヤでは、manacaに対応している。

（上記はいずれも2013年6月1日以前のもの）
交通系電子マネーを導入している全店舗（アウトレットを除く）で2013年3月23日よりPiTaPa（ポストペイ・プリペイド併用型）を除くJR/大手私鉄系電子マネーの（定期券機能を除いた）完全相互利用が可能となった。

#### ポケモンストア
ポケモンストア東京駅店
- 2013年12月9日開店
- 〒100-0005 東京都千代田区丸の内1丁目9番1号 東京駅一番街B1F 東京キャラクターストリート内

ポケモンストア新千歳空港店
- 2014年7月10日開店
- 〒066-0012 北海道千歳市美々987番 新千歳空港国内線ターミナルビル2F

ポケモンストア成田空港店
- 2015年4月29日開店
- 〒282-0004 千葉県成田市古込（成田国際空港内）成田国際空港第2旅客ターミナルビル本館4F

ポケモンストア御殿場店
- 2015年8月29日開店
- 〒412-0023 静岡県御殿場市深沢1312番 御殿場プレミアム・アウトレット内
- アウトレットモールに出店しているが、アウトレット店舗ではない。

ポケモンストアエミフルMASAKI店
- 2017年9月22日開店
- 〒791-3120 愛媛県伊予郡松前町筒井850番 エミフルMASAKI2F

ポケモンストア アウトレット木更津店
- 2020年6月1日開店
- 〒292-0009 千葉県木更津市金田東3丁目1番1号 三井アウトレットパーク 木更津グリーンゾーン2150区画
- ポケモンセンター・ポケモンストアを通じて唯一のアウトレット店舗。当初は「2021年1月31日までの期間限定営業」としていたが、2023年1月31日まで継続することとなった。その後、2023年2月以降も「引き続き営業する」と発表した。なお、店舗の営業継続期間に関しては「当面の間未定」としている。

#### サテライト店舗
全国各地に設置されていた、ポケモンセンターの本店舗の補助店。ロゴマークはピカチュウ・ポッチャマ・ヒコザル・ナエトル。
多くは通常のポケモン関連玩具売り場で一部のポケモンセンターオリジナルグッズも合わせて売られている形態となっている。
サテライト店舗一覧
- 東京都 : 木場店（イトーヨーカドー）・八王子店（イトーヨーカドー）・武蔵境店（イトーヨーカドー）・日の出店（サティ→イオン）
- 埼玉県 : 大宮宮原店（イトーヨーカドー）
- 神奈川県 : ららぽーと横浜店（イトーヨーカドー）・古淵店（イトーヨーカドー）
- 千葉県 : 八千代店（イトーヨーカドー）
- 大阪府 : アリオ八尾店（イトーヨーカドー）・岸和田店（ジョーシン）
- 愛知県 : 長久手店・阿久比店・江南西店・岡崎北店・豊橋南店（ジャスコ）
- 福岡県 : THE MALL春日店
- 宮城県 : THE MALL仙台長町店
- 北海道 : 函館店・札幌平岡店（ジャスコ）
- 静岡県 : 静岡店・浜北店
- 香川県 : 高松サティ店
- 岡山県 : 岡山店（イトーヨーカドー）・津山店（ジャスコ）
- 青森県 : 青森店（イトーヨーカドー）
- 鳥取県 : 鳥取北店（ジャスコ）
- 新潟県 : 新潟南店（ジャスコ）

#### かつて存在した店舗
ポケモンセンタートウキョー 旧店舗
第1号店。1998年7月17日まではソフトオープン期間として営業。翌18日にグランドオープン。2007年7月20日に浜松町に移転後、2014年12月12日にポケモンセンターメガトウキョーに改称して池袋に移転。店頭にはサトシの像もあった。
- 初代
  - 1998年4月25日 - 2007年7月16日
  - 〒103-0027 東京都中央区日本橋3丁目2番5号 川崎定徳ビル別館1F

- 2代
  - 2007年7月20日 - 2014年12月7日
  - 〒105-0022 東京都港区海岸1丁目2番3号 汐留芝離宮ビルディング2F

ポケモンセンターナゴヤ 旧店舗
第3号店。2008年7月19日に同じオアシス21のフロア内で移転後、2013年3月20日に松坂屋名古屋店内に再移転。2024年10月12日に名古屋PARCO内に再々移転。
- 初代・2代
  - 2002年10月11日 - 2008年7月15日（初代）
  - 2008年7月19日 - 2013年3月16日（2代）
  - 〒461-0005 愛知県名古屋市東区東桜1丁目11番1号 オアシス21 B1F銀河の広場

- 3代
  - 2013年3月20日 - 2024年9月8日
  - 〒460-8430 愛知県名古屋市中区栄3丁目16番1号 松坂屋名古屋店本館5F

ポケモンセンターヨコハマ 旧店舗
第5号店。2008年10月10日に同じランドマークプラザ4Fのフロア内で移転後、2018年11月9日にマルイシティ横浜8Fに再移転。
- 2005年3月5日 - 2008年10月5日（初代。2代目店舗の向い側にあった）
- 2008年10月10日 - 2018年10月28日（2代）
- 〒220-8172 神奈川県横浜市西区みなとみらい2丁目2番1号 ランドマークプラザ4F

ポケモンセンターサッポロ 季節営業店舗
札幌全日空ホテルで季節営業されていた。
ポケモンセンターサッポロ 旧店舗
第6号店。2016年12月1日に大丸札幌店8Fに移転。
- 2009年3月6日 - 2016年11月27日
- 〒060-0005 北海道札幌市中央区北5条西2丁目 札幌エスタ9F

ポケモンセンターオーサカ 旧店舗
第2号店。2010年11月26日に大丸梅田店13Fに移転。
- 1998年11月14日 - 2010年11月23日
- 〒530-0015 大阪府大阪市北区崎西2丁目4番12号 梅田センタービルB1F

ポケモンセンターフクオカ 旧店舗
第4号店。2011年3月3日にJR博多シティに移転。2025年6月27日に博多マルイに再移転。
- 2003年11月1日 - 2011年2月25日（初代）
- 〒812-0018 福岡県福岡市博多区住吉1丁目2番22号 キャナルシティオーパB1Fラブーン
- 2011年3月3日 - 2025年5月12日（2代）
- 〒812-0012 福岡県福岡市博多区博多駅中央街1番1号 JR博多シティ8F（アミュプラザ博多内）

ポケモンセンタースカイツリータウン 旧店舗
第11号店。2017年1月1日に同じ東京ソラマチの4Fに移転。
- 2016年7月6日 - 12月25日
- 〒131-0045 東京都墨田区押上1丁目1番2号 東京スカイツリータウン内 東京ソラマチイーストヤード5F

ポケモンセンタートウホク 旧店舗
第7号店。2017年6月30日に仙台PARCO本館8Fに移転。2025年3月14日に同館3Fに再移転。
- 2011年12月4日 - 2017年6月18日（初代）
- 〒980-6103 宮城県仙台市青葉区中央1丁目3番1号 ショップ&ワンダーアエル3F
- 2017年6月30日 - 2025年2月16日（2代）
- 〒980-8484 宮城県仙台市青葉区中央1丁目2番3号 仙台PARCO本館8F

ポケモンセンターキョウト 旧店舗
第10号店。2019年3月16日にSUINA室町2Fに移転。
- 2016年3月16日 - 2019年2月17日
- 〒600-8520 京都府京都市下京区四条通河原町西入真町52番 髙島屋京都店5F

ポケモンセンターヒロシマ 旧店舗
第9号店。2025年4月11日にekie2Fに移転。
- 2015年6月26日 - 2025年3月30日
- 〒730-8501 広島市中区基町6丁目27番 そごう広島店6F

ポケモンストアイオンモール常滑店
セントレア大橋を挟んだポケモンストア中部国際空港店へ統合。
- 2015年12月4日 - 2017年1月31日
- 〒479-0082 愛知県常滑市りんくう町2丁目20番3号 イオンモール常滑2F

ポケモンストア沖縄国際通り店
出店していたHAPINAHAの閉店により、2017年6月17日にポケモンストア デパートリウボウ店に改称してデパートリウボウ2Fへ移転。
- 2015年3月12日 - 2017年6月11日
- 〒900-0013 沖縄県那覇市牧志2丁目2番30号 HAPINAHA 1F

ポケモンストア アウトレット小矢部店
当初は2016年8月31日までの期間限定営業店舗として開店。その後、2017年8月31日まで期間を延長した後に常設店舗へ移行していた。
- 2015年7月17日 - 2020年3月1日
- 〒932-8538 富山県小矢部市西中野972番1号 三井アウトレットパーク北陸小矢部2F

ポケモンストア中部国際空港店
- 2016年8月10日 - 2021年5月9日
- 〒479-0881 愛知県常滑市セントレア1丁目 中部国際空港セントレア 旅客ターミナルビル4F
- 2017年2月1日にイオンモール常滑店を統合していた。

ポケモンストア デパートリウボウ店
前述のポケモンストア沖縄国際通り店を移転して開店。その後、ポケモンストアイオンモール沖縄ライカム店へ統合。
- 2017年6月17日 - 2021年5月9日
- 〒900-0015 沖縄県那覇市久茂地1丁目1番1号デパートリウボウ2F

ポケモンストアアミュプラザ鹿児島店
- 2014年8月1日 - 2021年7月11日
- 〒890-0053 鹿児島県鹿児島市中央町1番1号 アミュプラザ鹿児島本館4F
- ポケモンストアでテレビ東京系列局が存在しない地域では初の出店だった。

ポケモンストア伊丹空港店
- 2018年4月18日 - 2021年7月11日
- 〒560-0036 大阪府豊中市蛍池西町3丁目555番 大阪国際空港 ターミナルビル中央2F

ポケモンストア関西空港店
当初は2021年8月31日に閉店する予定だったが、新型コロナウィルス感染症の拡大を受け8月28日より臨時休業したため事実上閉店を繰り上げた。
- 2014年6月26日 - 2021年8月27日
- 〒549-0011 大阪府泉南郡田尻町泉州空港中1番 関西国際空港 第一ターミナルビル2F

ポケモンストアアミュプラザおおいた店
- 2015年4月16日 - 2021年8月31日
- 〒870-0831 大分県大分市要町1番14号 アミュプラザおおいた3F
- 限定ピカチュウが温泉旅館の浴衣を着ていた。

ポケモンストアイオンモール岡山店
- 2016年12月16日 - 2021年8月31日
- 〒700-0907 岡山県岡山市北区下石井1丁目2番1号 イオンモール岡山3F
- 限定ピカチュウが桃太郎を模した衣装を身につけていた。

ポケモンストアイオンモール沖縄ライカム店
2022年8月11日に同地1Fに移転して、ポケモンセンターオキナワとして昇格（ポケモンストアからポケモンセンターに昇格した初の事例となる）。
- 2017年7月15日 - 2022年7月24日
- 〒901-2300 沖縄県中頭郡北中城村ライカム1番 イオンモール沖縄ライカム4F
- 2021年5月10日にポケモンストア デパートリウボウ店を統合。限定ピカチュウがキレイハナ柄入りのかりゆしウェアを着ている。両端にシーサーを模したウインディの衣装を纏ったイーブイが鎮座している。

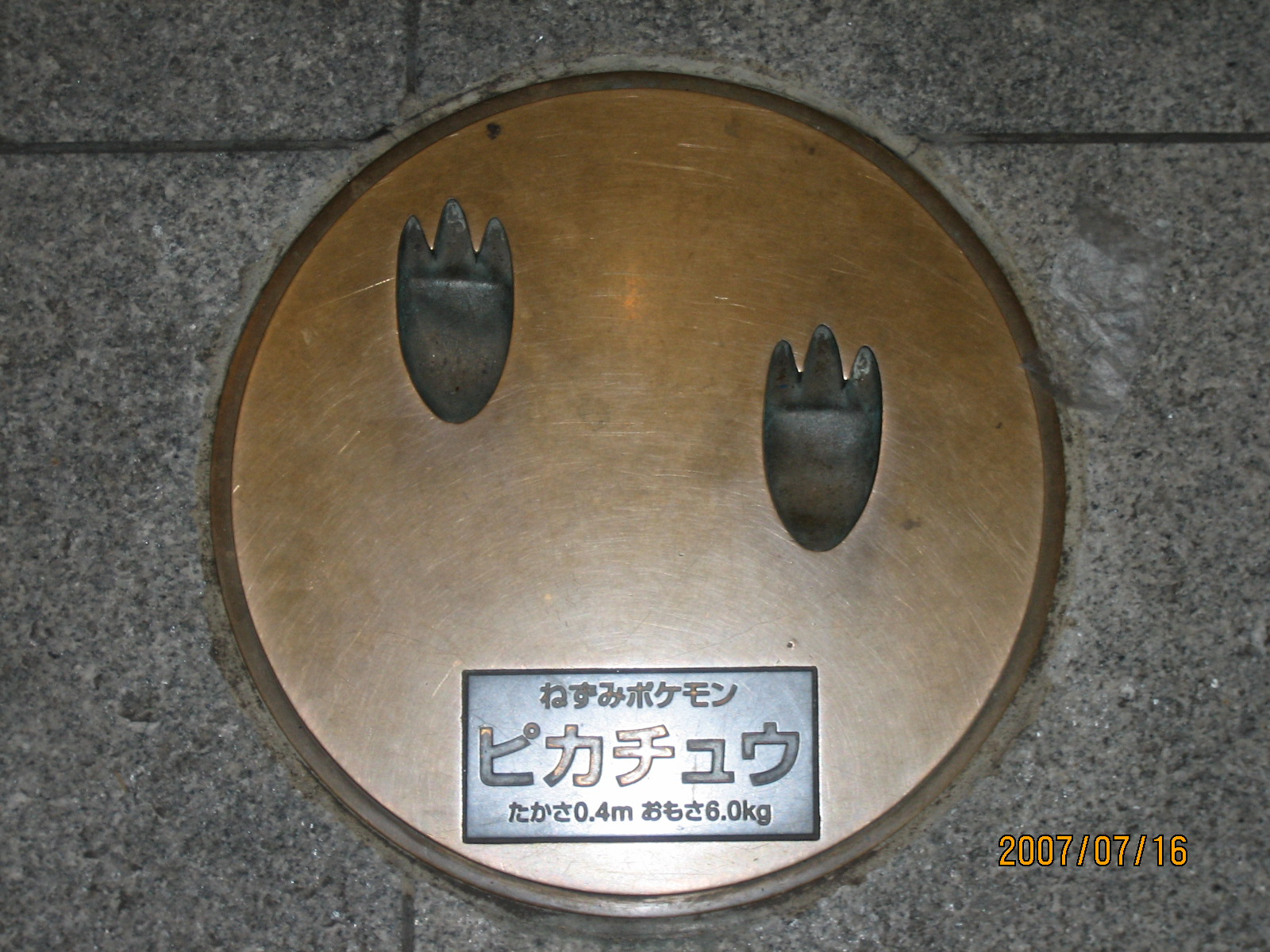
ポケモンセンタートウキョー初代店舗にあったピカチュウ足型。この他にもアチャモとアブソル、さらに過去にはリザードとラッキーのものがあった。2代目店舗およびメガトウキョーには受け継がれていない。
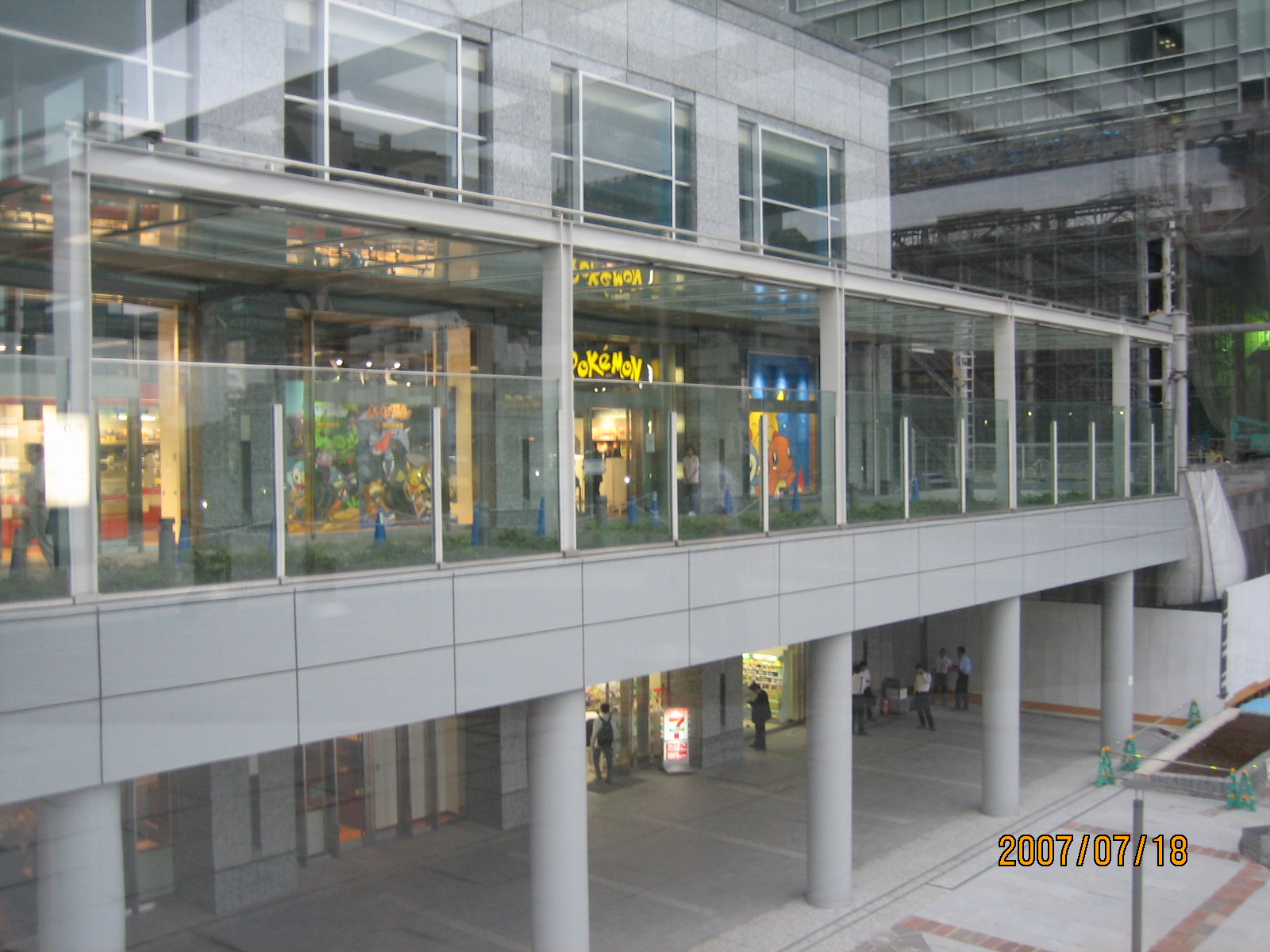
ポケモンセンタートウキョー2代目店舗（2007年7月18日内覧会にて撮影）
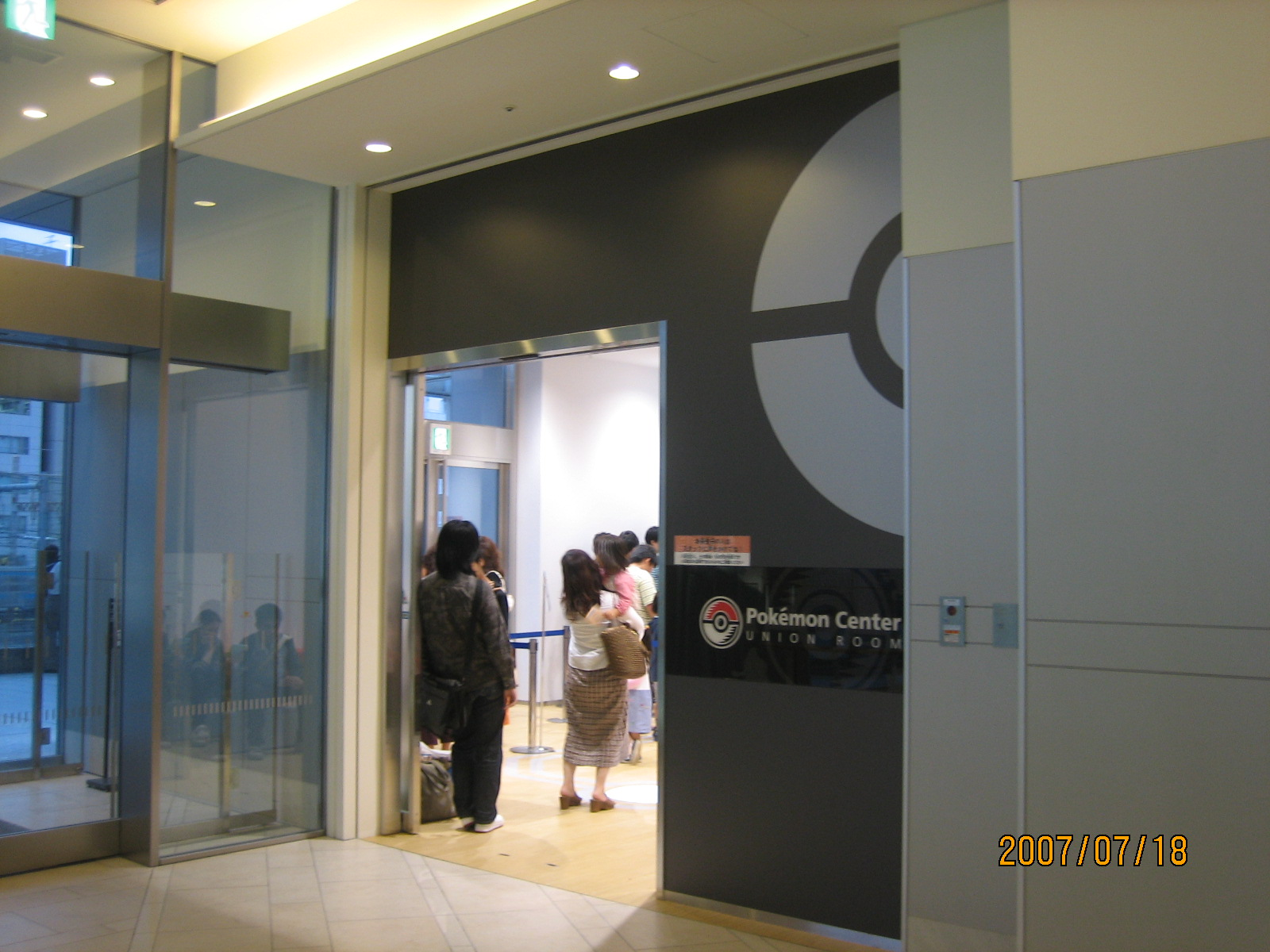
トウキョー2代目店舗のユニオンルーム
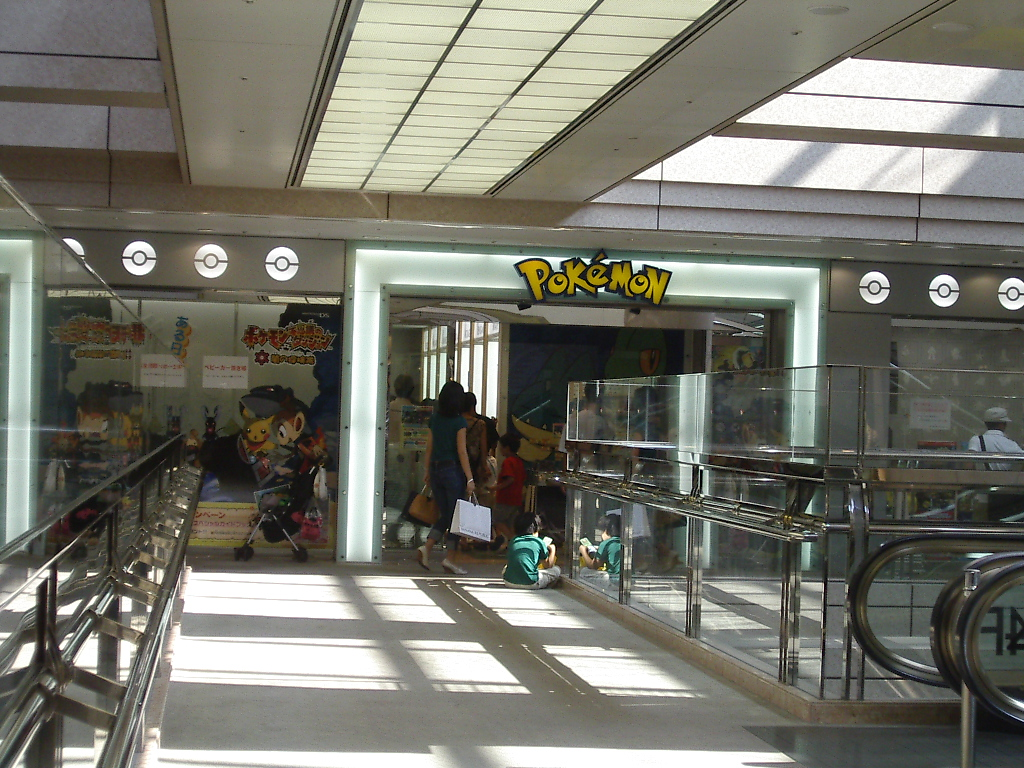
ポケモンセンターヨコハマ初代店舗。2代目店舗はこの反対側に構えていた。
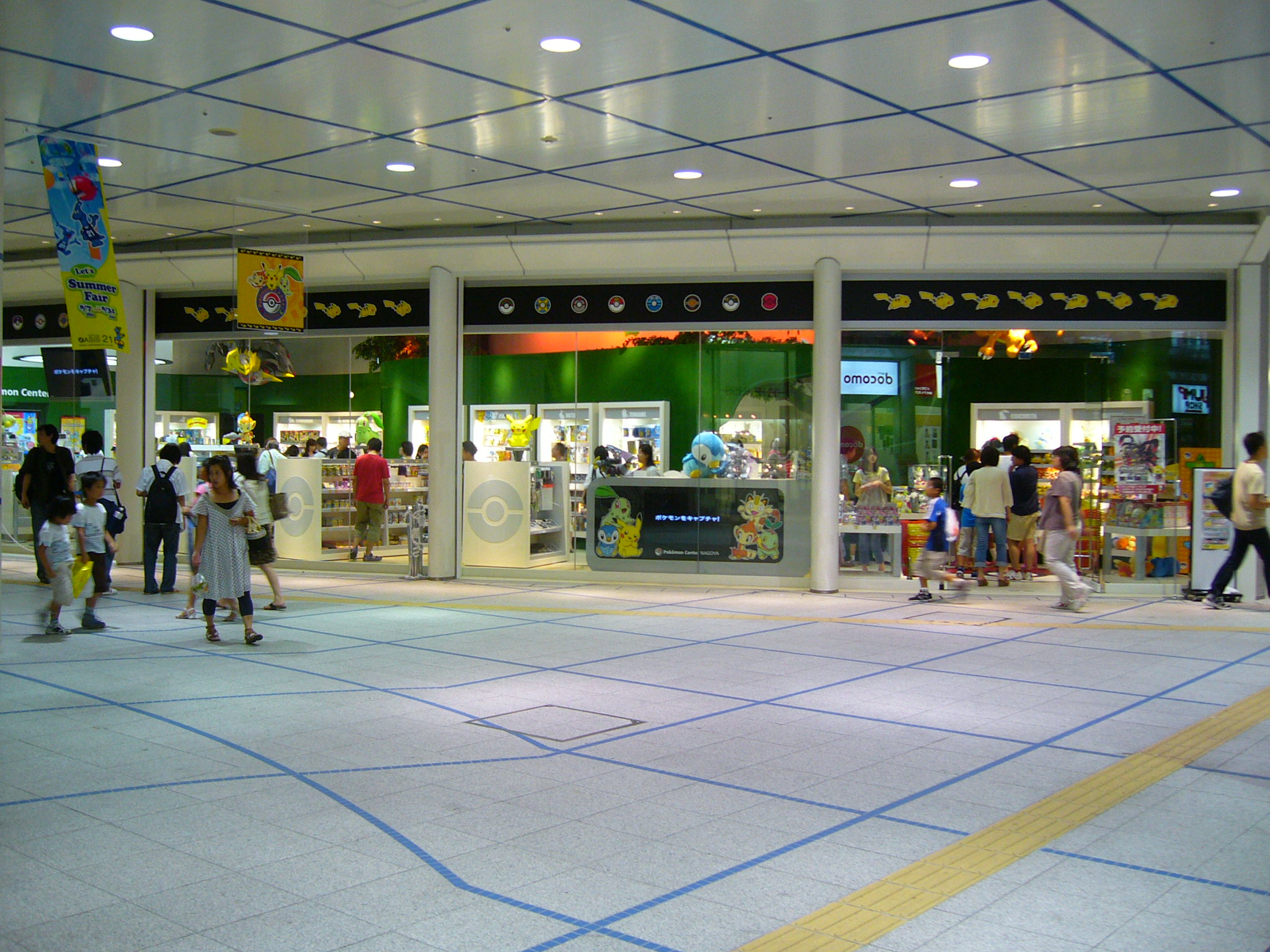
ポケモンセンターナゴヤ2代目店舗（2008年8月撮影）
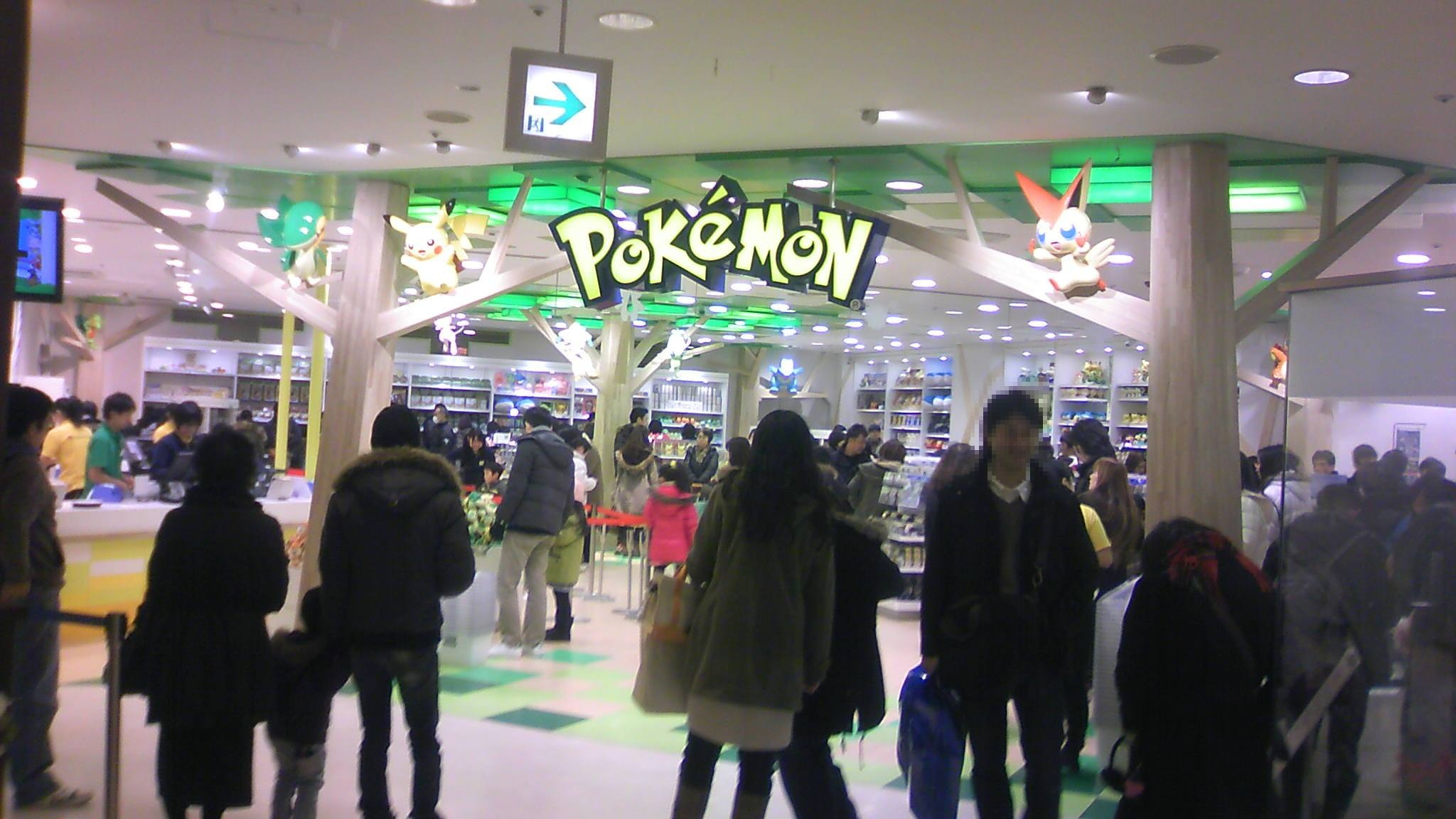
ポケモンセンタートウホク初代店舗（2012年1月撮影）
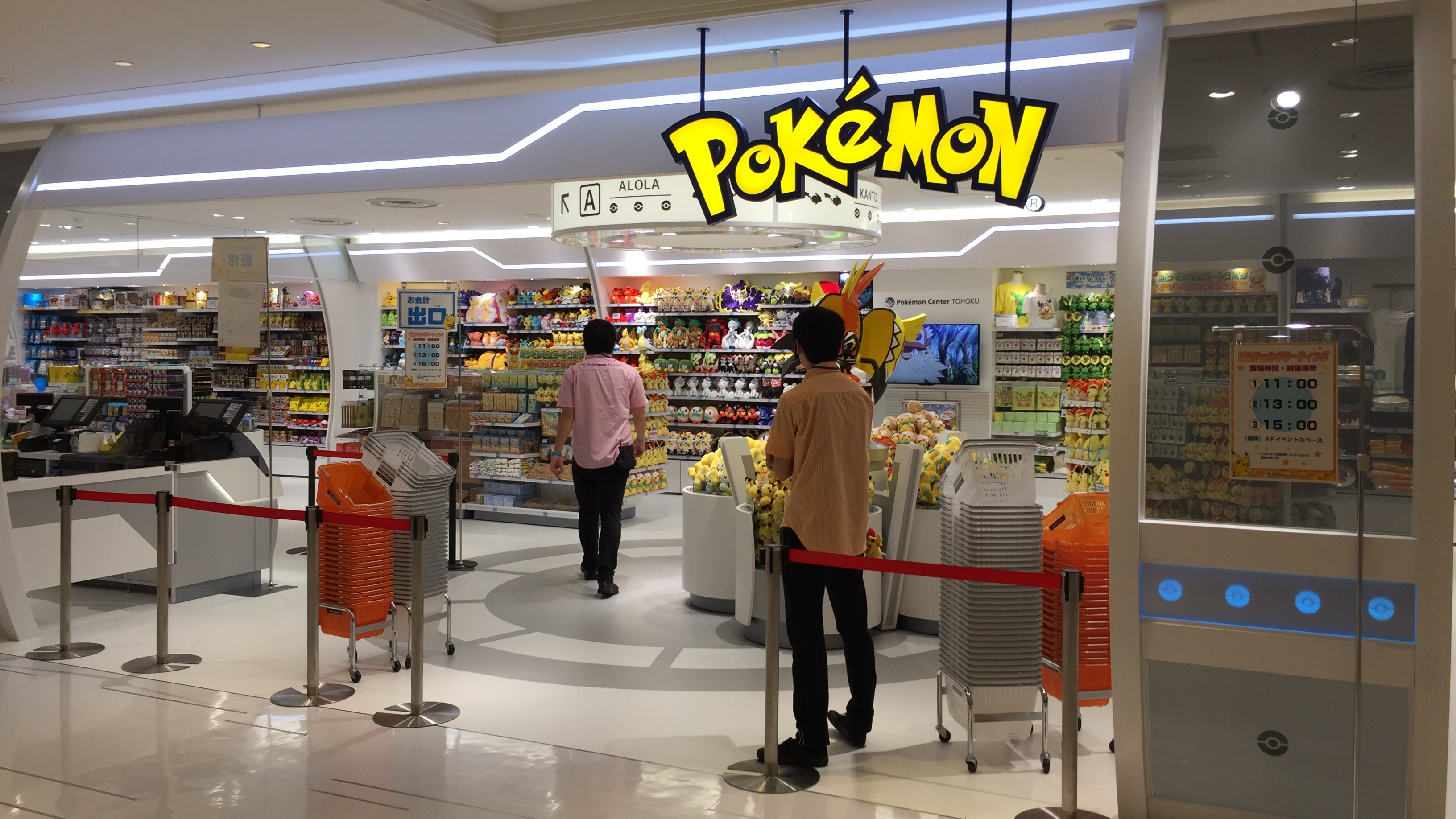
ポケモンセンタートウホク2代目店舗（2017年7月撮影）
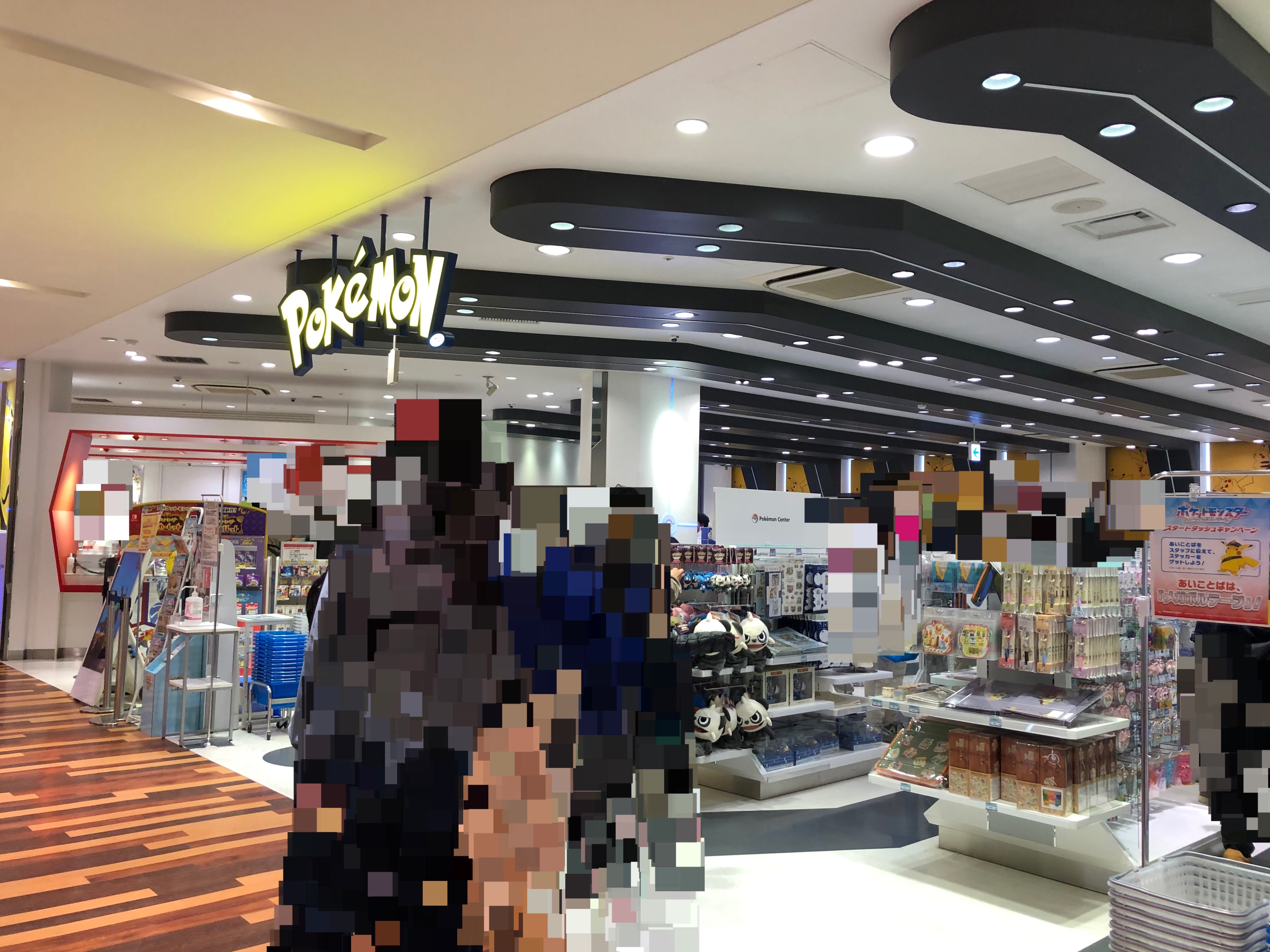
ポケモンセンターフクオカ2代目店舗(2025年撮影)

#### ロゴマーク
店に使用されているロゴマークはモンスターボールをかたどったマークに、3種類のポケモンが配されている（但しメガトウキョー以降の新規出店店舗やリニューアルした店舗は原則2種類となっているが、オーサカDXは新規出店で3種類、トウキョーベイ・フクオカはリニューアル後も3種類となっている）。
ロゴマークに使われるポケモンは各店舗によって多少異なり、その店が開店した時期にも大きく左右される。ロゴマークの変更例は主に各店舗の移転時のほか、季節営業店だったサッポロでたびたび変更されていた。また、2013年10月12日の『ポケットモンスター X・Y』発売に合わせ、全店舗のロゴマークが一斉に変更され、2016年11月18日の『ポケットモンスター サン・ムーン』発売に合わせ、メガトウキョー・ヒロシマ・キョウト・スカイツリータウン・サッポロをのぞく各店舗でロゴマークが一斉に変更された。なお、サッポロは12月1日の移転に合わせる形でロゴマークの変更を先延ばしにした。そして、2019年11月15日の『ポケットモンスター ソード・シールド』発売に合わせ、ナゴヤ・フクオカ・ヨコハマ・サッポロ・トウホク・トウキョーベイの各店舗でロゴマークが再度一斉に変更され、メガトウキョー・オーサカも2020年2月15日にロゴマークを変更した。2022年11月18日の『ポケットモンスター スカーレット・バイオレット』発売に合わせ、メガトウキョー・オーサカの2店舗でロゴマークを変更した。2023年12月14日の『ポケットモンスター スカーレット・バイオレット』の有料追加コンテンツ『ゼロの秘宝』の「後編・藍の円盤」配信に合わせ、ナゴヤ・フクオカ・ヨコハマ・サッポロ・トウホク・オーサカDXの各店舗でロゴマークを変更した。
各店舗のロゴマークに使用されているキャラクターは以下の通り。ピカチュウはこれまで全店で必ず使用されてきたが、シブヤは初めてピカチュウが使用されないロゴマークを用いる店舗となっている。
ポケモンセンタートウキョー
- ピカチュウ・ニョロゾ・ヒトカゲ（1998年4月25日 - 2007年7月16日）
- ピカチュウ・ポッチャマ・ヒトカゲ（2007年7月20日 - 2013年10月11日）
- ピカチュウ・ケロマツ・ヒトカゲ（2013年10月12日 - 2014年12月7日）

ポケモンセンターメガトウキョー
- ピカチュウ・メガリザードンY（2014年12月12日 - 2020年2月14日）
- ピカチュウ・ザシアン（2020年2月15日 - 2022年11月17日）
- ピカチュウ・ミライドン（2022年11月18日 - ）

ポケモンセンターオーサカ
- ピカチュウ・ゼニガメ・ニャース（1998年11月14日 - 2010年11月23日）
- ピカチュウ・ニャース・ポカブ（2010年11月26日 - 2013年10月11日）
- ピカチュウ・ニャース・ハリマロン（2013年10月12日 - 2016年11月17日）
- ピカチュウ・ニャース・モクロー（2016年11月18日 - 2020年2月14日）
- ピカチュウ・ザマゼンタ（2020年2月15日 - 2022年11月17日）
- ピカチュウ・コライドン（2022年11月18日 - ）

ポケモンセンターナゴヤ
- ピカチュウ・ミズゴロウ・チコリータ（2002年10月11日 - 2008年7月15日）
- ピカチュウ・ヒコザル・チコリータ（2008年7月19日 - 2013年10月11日）
- ピカチュウ・チコリータ・フォッコ（2013年10月12日 - 2016年11月17日）
- ピカチュウ・チコリータ・ニャビー（2016年11月18日 - 2019年11月14日）
- ピカチュウ・チコリータ・ヒバニー（2019年11月15日 - 2023年12月13日）
- ピカチュウ・チコリータ・ホゲータ（2023年12月14日 - 2024年9月8日）
- ピカチュウ・セレビィ（2024年10月12日 - ）

ポケモンセンターフクオカ
- ピカチュウ・アチャモ・ワニノコ（2003年11月1日 - 2011年2月25日）
- ピカチュウ・ミジュマル・ヤナップ（2011年3月3日 - 2013年10月11日）
- ピカチュウ・アチャモ・ハリマロン（2013年10月12日 - 2016年11月17日）
- ピカチュウ・アチャモ・モクロー（2016年11月18日 - 2019年11月14日）
- ピカチュウ・アチャモ・サルノリ（2019年11月15日 - 2023年12月13日）
- ピカチュウ・アチャモ・クワッス（2023年12月14日 - 2025年5月12日）
- ピカチュウ・ラティアス・ラティオス（2025年6月27日 - ）

ポケモンセンターヨコハマ
- ピカチュウ・ゴンベ・キモリ（2005年3月5日 - 2008年10月5日）
- ピカチュウ・マナフィ・ナエトル（2008年10月10日 - 2013年10月11日）
- ピカチュウ・ナエトル・ケロマツ（2013年10月12日 - 2016年11月17日）
- ピカチュウ・ナエトル・アシマリ（2016年11月18日 - 2019年11月14日）
- ピカチュウ・ナエトル・メッソン（2019年11月15日 - 2023年12月13日）
- ピカチュウ・ナエトル・クワッス（2023年12月14日 - ）

ポケモンセンターサッポロ
- ピカチュウ・ミルタンク（2002年7月1日 - 9月30日、2002年夏営業時マーク）
- ピカチュウ・アチャモ・キモリ・ミズゴロウ（2003年7月1日 - 10月31日、2003年夏営業時マーク）
- ピカチュウ・ミュウ・ニャース（2005年11月17日 - 2006年4月9日、2005年冬営業時マーク）
- ピカチュウ・タマンタ・マナフィ（2006年7月1日 - 2006年10月29日、2006年夏営業時マーク）
- ピカチュウ・イーブイ・ポッチャマ（2009年3月6日 - 2013年10月11日）
- ピカチュウ・ポッチャマ・フォッコ（2013年10月12日 - 2016年11月27日）
- ピカチュウ・アローラ地方のロコン・アシマリ（2016年12月1日 - 2019年11月14日）
- ピカチュウ・アローラロコン・メッソン（2019年11月15日 - 2023年12月13日）
- ピカチュウ・アローラロコン・ニャオハ（2023年12月14日 - ）

ポケモンセンタートウホク
- ピカチュウ・ビクティニ・ツタージャ（2011年12月4日 - 2013年10月11日）
- ピカチュウ・ビクティニ・ハリマロン（2013年10月12日 - 2016年11月17日）
- ピカチュウ・ビクティニ・モクロー（2016年11月18日 - 2019年11月14日）
- ピカチュウ・ビクティニ・サルノリ（2019年11月15日 - 2023年12月13日）
- ピカチュウ・ビクティニ・ニャオハ（2023年12月14日 - 2025年2月16日）
- ピカチュウ・ビクティニ（2025年3月14日 - ）

ポケモンセンタートウキョーベイ
- ピカチュウ・ハリマロン・マーイーカ（2013年11月22日 - 2016年11月17日）
- ピカチュウ・ハリマロン・ニャビー（2016年11月18日 - 2019年11月14日）
- ピカチュウ・ハリマロン・ヒバニー（2019年11月15日 - 2024年3月3日）
- ピカチュウ・デンリュウ・マリル（2024年4月12日 - ）

ポケモンセンターヒロシマ
- ピカチュウ・赤いギャラドス（2015年6月26日 - ）

ポケモンセンターキョウト
- ピカチュウ・ホウオウ（2016年3月16日 - ）

ポケモンセンタースカイツリータウン
- ピカチュウ・レックウザ（2016年7月6日 - ）

ポケモンセンタートウキョーDX
- ピカチュウ・ミュウ（2018年3月14日 - ）

ポケモンセンターオーサカDX
- ピカチュウ・サルノリ・ニャース（2019年9月20日 - 2023年12月13日）
- ピカチュウ・ホゲータ・ニャース（2023年12月14日 - ）

ポケモンセンターシブヤ
- ミュウ・ミュウツー（2019年11月22日 - ）

ポケモンセンターカナザワ
- ピカチュウ・ミロカロス（2020年11月20日 - ）

ポケモンセンターオキナワ
- ピカチュウ・ウインディ（2022年8月11日 - ）

ポケモンセンターカガワ
- ピカチュウ・ヤドン（2025年秋予定 - ）

### 日本国外
ポケモンセンターニューヨーク
- 2001年11月16日開店[17]。
- Nintendo Services USAが運営。2005年5月14日に、ポケモンを含む任天堂グッズ全般を扱う「Nintendo World Store」としてリニューアルされた。2016年1月19日にリニューアルのため一時閉店し、2016年2月19日に「Nintendo New York」として再オープン。
- 10 Rockefeller Plaza New York, NY 10020-1930
- ロゴマークはモンスターボール（ポケモンセンター時代）。

ポケモンセンターパリ
- 2014年6月4日から2014年6月21日までの期間限定で出店[18]。
- ロゴマークはピカチュウ。

ポケモンセンターシンガポール
- 2019年4月17日開店。
- チャンギ空港内「JEWEL」4階
- 78 Airport Boulevard, #04-201 & 202,Jewel Changi Airport, Singapore 819666
- ロゴマークはピカチュウ・ラプラス・セレビィ。

ポケモンセンターロンドン
- 2019年10月18日から11月15日までの期間限定。
- シェパーズ・ブッシュのショッピングセンター「ウェストフィールド・ロンドン（英語版）」内[19]
- ロゴマークはピカチュウ。

ポケモンセンタータイペイ
- 2023年12月8日開店。
- 新光三越 台北信義新天地 A11館3階[20]
- ロゴマークはピカチュウ・カイリュー。

### インターネット
ポケセンオンライン
- 1999年9月2日[21] - 2001年
- AOL会員専用ページ内に開設。運営は三井物産。ショッピングアドベンチャーゲームをコンセプトとし、サイト内にはミニゲームが設けられていた。
- ロゴマークはピカチュウ・コイル・ポリゴン[22]。

ポケモンセンターオンライン
- 初代
  - 2001年3月21日 - 2006年11月30日[17]
  - ロゴマークはピカチュウ・ピチュー・ポリゴン2。
  - 休店後は、「ポケモンだいすきクラブ」のサイト内に新設された「ポケモンだいすきセレクトショップ」に引き継がれたが、2008年12月20日で終了した。
- 2代目
  - 2016年2月16日 -
  - 「ポケモンセンターキミんち支店」の愛称を冠して再オープン。
  - ロゴマークはピカチュウ・ミュウ・セレビィ。

ポケモンセンターモバイル
- 2003年9月29日 - 2006年11月30日
- ロゴマークはピカチュウ・ラティアス・ラティオス。

ポケモンストア
- 2012年10月18日[23] -
- Amazon.co.jpに開設。ポケモンセンターオリジナル商品の一部も取り扱う。

## 店舗ではないポケモンセンター
千葉県千葉市美浜区のイオンモール幕張新都心内の子どものための職業体験型屋内テーマパーク「カンドゥー幕張新都心」に、2022年12月17日にポケモンセンターのスタッフを体験するアクティビティ・「ポケモンセンターカンドゥー」が設置された。株式会社ポケモンがブランドパートナーとなり、同社内の「My First Pokémon プロジェクト」の一環で行っている。ロゴマークに使われるポケモンは、ポケモンセンターのスタッフの制服を着たピカチュウ・ピチュー2匹。